# Babolat
Babolat ist ein französischer Hersteller von Tennis-, Padel-, Squash- und Badmintonartikeln.

## Geschichte
Das Unternehmen wurde 1875 von Pierre Babolat in Lyon gegründet und konzentrierte sich in der Folgezeit auf die Produktion von Tennissaiten aus Naturdarm. Erst 1994 wurde damit begonnen, komplette Schlägersets anzubieten. Heute ist Babolat einer der führenden Hersteller von Tennisbedarf weltweit.
Babolat ist Sponsor vieler Tennisprofis, darunter die Spanier Rafael Nadal und Carlos Alcaraz oder der Däne Holger Rune.

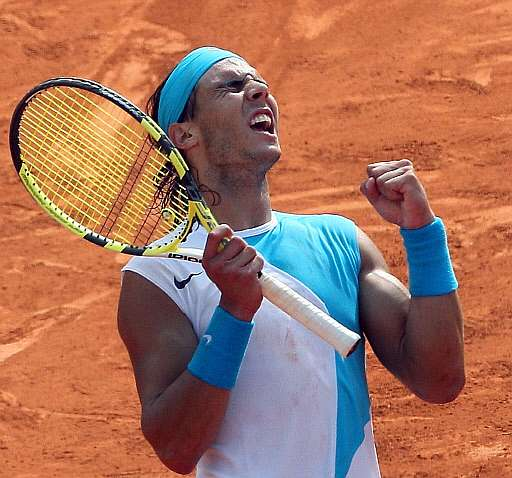
Rafael Nadal mit einem Babolat AeroPro Drive bei den French Open 2007

Von 2011 bis 2019 war Babolat offizieller Partner der French Open und stellte somit unter anderem die Bälle für dieses Turnier. Nach langjähriger Partnerschaft wurde Babolat 2022 offizieller Besaiter der Wimbledon Championships.